# Сеген, Филипп
Филипп Сеген (21 апреля 1943, Тунис, Тунис — 7 января 2010, Париж, Франция) — французский политический деятель, председатель Национального Собрания Франции (1993—1997).

## Биография
В 1970 году был избран аудитором Счетной палаты Франции.
В 1978—1986 и в 1988—2002 годах — депутат Национального собрания от Объединения в поддержку республики.
В 1979—1983 годах — заместитель председателя регионального Совета Лотарингии.
В 1983—1997 годах — мэр Эпиналя.
В 1981—1986 годах — заместитель председателя Национального собрания.
В 1986—1988 годах — министр социальных дел и занятости.
В 1992 году возглавил кампанию против подписания Францией Маастрихтского договора.
В 1993—1997 годах — председатель Национального собрания Франции. Был активным сторонником президента Жака Ширака и защитником социал-голлистского течения.
Однако в 1997 году их отношения ухудшились, сместив Алена Жюппе c поста лидера партии, Сеген публично заявил: «Я покончу с „ширакизмом“ в наших рядах и открою новую страницу в истории партии». Однако в затяжной политической борьбе он проиграл сторонникам Ширака в 1999 году ушел с поста лидера Объединения в поддержку республики.
В 2001 году проиграл на выборах мэра Парижа, что во многом было обусловлено его отказом от союза с другими правыми партиями.
С 2004 году — председатель Счётной палаты Франции.